# Bayerngas Norge
Bayerngas Norge AS  é uma companhia petrolífera sediada em Oslo, Noruega.

## História
A companhia foi estabelecida em 2006.